# Matrices congruentes
En algèbre linéaire, deux matrices carrées A et B (de même taille et à coefficients dans un même corps K) sont dites congruentes si elles représentent la même forme bilinéaire dans deux bases différentes, c'est-à-dire s'il existe une matrice inversible P telle que
où PT est la transposée de P.

## Propriétés
La congruence définit une relation d'équivalence sur les matrices carrées de même taille à coefficients dans K.
Deux matrices congruentes ont même rang.
Sur un corps de caractéristique différente de 2, toute matrice symétrique de rang r est congruente à une matrice diagonale à r coefficients non nuls.
Toute matrice symétrique réelle est congruente à une matrice diagonale n'ayant que des 0, des 1 et –1 sur la diagonale.
Deux matrices symétriques réelles A et B sont congruentes si et seulement si elles ont la même signature.